# Comuni della Guyana francese

Confini comunali della Guyana Francese

Il dipartimento francese della Guyana francese è diviso in 22 comuni. 
| Nome                       | Codice postale | Codice INSEE | Arrondissement          | Superficie (km²) | Popolazione | Densità |
| -------------------------- | -------------- | ------------ | ----------------------- | ---------------- | ----------- | ------- |
| Apatou                     | 97317          | 97360        | Saint-Laurent-du-Maroni | 2.020,00         | 10 059      | 5,0     |
| Awala-Yalimapo             | 97319          | 97361        | Saint-Laurent-du-Maroni | 187,40           | 1 549       | 8,3     |
| Camopi                     | 97330          | 97356        | Saint-Georges           | 10.030,00        | 2.168       | 0,22    |
| Caienna                    | 97300          | 97302        | Caienna                 | 23,60            | 63.956      | 2 710   |
| Grand-Santi                | 97340          | 97357        | Saint-Laurent-du-Maroni | 2.112,00         | 9.390       | 4,4     |
| Iracoubo                   | 97350          | 97303        | Caienna                 | 2.762,00         | 1.685       | 0,61    |
| Kourou                     | 97310          | 97304        | Caienna                 | 2.160,00         | 24.470      | 11      |
| Macouria                   | 97355          | 97305        | Caienna                 | 377,50           | 18.807      | 50      |
| Mana                       | 97360          | 97306        | Saint-Laurent-du-Maroni | 6.332,60         | 11.364      | 1,8     |
| Maripasoula                | 97370          | 97353        | Saint-Laurent-du-Maroni | 18.360,00        | 8.423       | 0,46    |
| Matoury                    | 97351          | 97307        | Caienna                 | 137,19           | 35.551      | 259     |
| Montsinéry-Tonnegrande     | 97356          | 97313        | Caienna                 | 600,00           | 3.457       | 5,8     |
| Ouanary                    | 97380          | 97314        | Saint-Georges           | 1.080,00         | 200         | 0,19    |
| Papaïchton                 | 97340          | 97362        | Saint-Laurent-du-Maroni | 2.628,00         | 5.530       | 2,1     |
| Régina                     | 97390          | 97301        | Saint-Georges           | 12.130,00        | 1.657       | 0,14    |
| Remire-Montjoly            | 97354          | 97309        | Caienna                 | 46,11            | 27.037      | 586     |
| Roura                      | 97311          | 97310        | Caienna                 | 3.902,50         | 3.382       | 0,87    |
| Saint-Élie                 | 97312          | 97358        | Caienna                 | 5.680,00         | 157         | 0,03    |
| Saint-Georges-de-l'Oyapock | 97313          | 97308        | Saint-Georges           | 2.320,00         | 4.710       | 2,0     |
| Saint-Laurent-du-Maroni    | 97320          | 97311        | Saint-Laurent-du-Maroni | 4.830,00         | 51.732      | 11      |
| Saül                       | 97314          | 97352        | Saint-Laurent-du-Maroni | 4.475,00         | 297         | 0,07    |
| Sinnamary                  | 97315          | 97312        | Caienna                 | 1.340,00         | 2.801       | 2,1     |
| Guyana francese            | 03             |              |                         | 83.533,90        | 288.382     | 3,5     |

## Villaggi e frazioni
Esistono centri abitati che non formano un comune, alcuni dei quali sono oggi abbandonati:
- Akouménaye
- Alicoto
- Antécume-Pata
- Bélizon
- Bienvenue
- Cacao
- Citron
- Clément
- Cormontibo
- Coulor
- Délices
- Gare Tigre
- Guisanbourg
- Javouhey
- Kaw
- La Forestière
- Malmanoury
- Oscar
- Ouaqui
- Paul Isnard
- Pointe Béhague o Coumarouman
- Pointe Isère
- Rochambeau
- Saint-Jean-du-Maroni
- Tonate